# キ96 (航空機)
キ 96
川崎 キ 96の試作3号機（1943年）
- 用途：戦闘機
- 製造者：川崎航空機
- 運用者： 大日本帝国（日本陸軍）
- 生産数：3機

キ96（き96）は、第二次世界大戦中に試作された日本陸軍のレシプロ双発戦闘機。製作設計は川崎航空機。キ45改（二式複座戦闘機屠龍）をベースに単座機として再設計されたが、不採用となった。

## 概要
1942年（昭和17年）8月に日本陸軍は川崎航空機に対して、キ45改（二式複座戦闘機屠龍）の性能向上型であるキ45改IIの開発を指示したが、二式複戦の実績から後席は不要と判断し、同年12月に改めて双発単座機のキ96として開発指示し直された。同社では土井武夫技師を主任設計者として、開発を進めた。設計は1943年（昭和18年）6月に完了し、同年9月に試作第1号機が完成した。
川崎では製作中のキ45改II試作1号機と2号機の後席を外板で覆ったものをキ96の試作1号機と2号機とし、初めから単座仕様で製造していた3号機は水滴風防となった。エンジンはハ112IIを搭載し、二式複座戦闘機に比べて馬力で約30%向上していた。また、重量の軽減や主翼面積の拡大（主翼自体は、試作急降下爆撃機キ66の物をそのまま流用した）により、上昇性能や高空性能の向上を目指していた。本機は主に迎撃任務で用いることが考えられていたため、武装は対重爆撃機を考慮した強力なもの（37mm機関砲と20mm機関砲）を装備した。高空性能については排気タービンが実用化出来なかったため、不十分なままとなった。
1943年9月、岐阜県各務原で初飛行が行われ、審査部飛行実験部から攻撃隊の竹下福寿少佐と並木好文少佐が立ち会った。戦闘機なのに攻撃隊から派遣されたのは、既に航空本部が双発襲撃機キ102の試作指示を川崎に出しており、本機を戦闘機としては見切りをつけ、九九式双軽爆撃機に替わる新機材としていたためである。試作機は優れた操縦性と新鋭機の疾風にも迫る運動性に加えて、高度6,000mで最高速度600kmを出すなどの性能を示し、その優れた機体設計を証明した。
しかし、この時点で陸軍はアメリカ軍が送り出す大型機の集団に苦戦を強いられ、さらなる大型爆撃機B-29の対日戦争投入が具体化しつつあった情勢下であったにもかかわらず、速度と上昇力と火力に優れた対大型機用の迎撃任務に適する本機の必要性を洞察できず、逆に双発機と言う贅沢な機体で単発単座の戦闘機との模擬空中戦で優位に立てなかったことを問題視して制式採用せず、生産は3機の試作で打ち切りとなった。（アメリカ軍がB-29による日本本土爆撃のための専門部隊となる第20爆撃集団を編成したのはその2ヶ月後の1943年11月であった。）
試作機は、キ102乙用の57ミリ機関砲ホ401のテストベッドに使われた。

## スペック
- 全長：11.45m
- 全幅：15.57m
- 全高： 3.70m
- 重量： 4550kg
- 全備重量：6,000kg
- 発動機：ハ112II　×2
  - 離昇出力
    - 1,500HP / 2,600RPM

  - 公称出力
    - 一速全開 1,350HP / 2,600RPM（高度 2,000m）
    - 二速全開 1,250HP / 2,600RPM（高度 5,800m）
- 最大時速：600km/時
- 航続力：1,600km
- 上昇力：6,000mまで6分
- 最高上昇：11,500m
- 武装
  - 37mm機関砲1挺
  - 20mm機関砲2挺
- 乗員：1名

## 登場作品
『艦隊これくしょん -艦これ-』
基地航空隊に配備可能な陸上戦闘機として登場。
『War Thunder』
プレミアム機体として登場。